# سمورچه الن

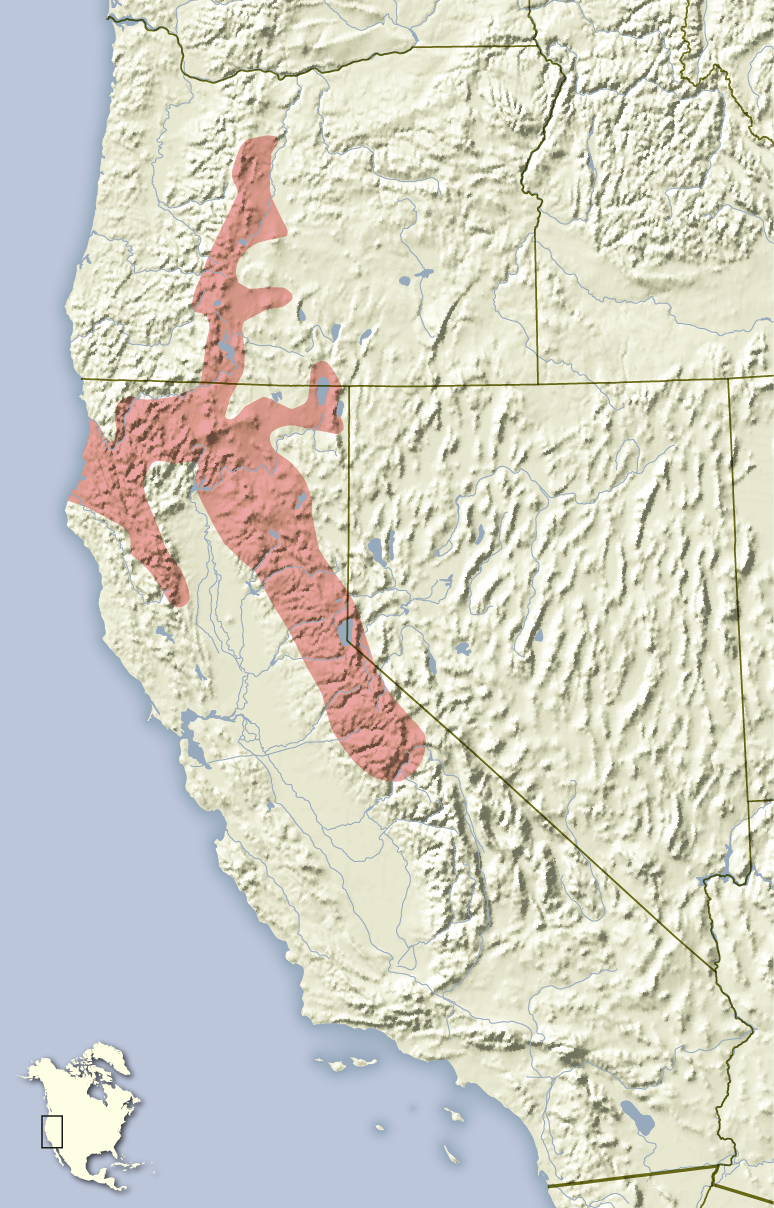

سمورچه الن (نام علمی: Tamias senex) نام یک گونه از سرده سمورچه است.